# Lampa Branca
Lampa Branca es un cultivar de higuera tipo Higo común Ficus carica bífera es decir con dos cosechas por temporada, las brevas de primavera-verano, y los higos de otoño (en Portugal son denominadas del "Grupo Cachopo"), su epidermis tiene tanto en las brevas como en los higos color de fondo verde claro y sobre color de bandas amarillas regulares. Se cultivan principalmente en el Algarve, en Vila Nova de Cacela, que es una freguesia (parroquia) portuguesa del municipio de Vila Real de Santo António, en el distrito de Faro.

## Historia
El cultivo extensivo de las higueras era tradicional en Portugal, especialmente en las regiones del Algarve, Moura, Torres Novas y Mirandela. Se cosechaban los llamados « "figos vindimos" », que tenían como destino el mercado de los higos secos, para el consumo humano o industrial, pero también para la alimentación de los animales,
Era un higueral de baja densidad, entre 100 y 150 higueras por hectárea, con árboles de gran porte, baja productividad y mucha mano de obra. Todo esto, unido a la fuerte competencia de los higos provenientes del norte de África y Turquía, provocó un progresivo abandono de este cultivo.
Hoy día se está recuperando, pero orientada la producción para su consumo en fresco, imponiéndose variedades más productivas adaptadas a las exigencias y gustos del mercado, aumentando las densidades de plantación e incluso aportando la posibilidad de riego. La producción de higos para el mercado de fruta fresca tiene dos épocas distintas de producción. Una en mayo, junio y julio, que es la época de los « "figos lampos" » (brevas); y otra en agosto y septiembre, hasta las primeras lluvias, que es la época de los « "figos vindimos" » (higos).

## Características
La higuera 'Lampa Branca' es una variedad bífera ("Grupo Cachopo"), del tipo Higo común, los frutos son partenocárpicos es decir que no precisan el proceso de caprificación. Los árboles 'Lampa Branca' son árboles de porte abierto, con una baja tendencia a formar vástagos en el pie, de raíz media. Árbol de vigor fuerte; conos radicíferos escasos posicionados sobre el tronco y ramas primarias, muy prominentes; ramas del primer y segundo año con porte semierecto, ramas de 1.º año con tendencia linear y las ramas de 2.º año con tendencia curva, ramas de 1.º año con una espesura fina y de 2.º año con espesura media; ramas de 1.º año con la epidermis de color castaño y con lenticelas evidentes; yema apical de tamaño pequeño y forma cónica, con el color de las escamas verde.
Las hojas tienen el limbo con una longitud media de 21,8 cm y una anchura media de 23,0 cm de promedio, con una relación largo/ancho media (0,95); pilosidad poca tanto en el haz como en el envés, brillo del haz medio, y color del haz verde claro y en el envés con un tono un poco más claro que en el haz; predominancia mayoritaria de 5 lóbulos (pentalobada) en las hojas, forma de los lóbulos "latata", margen serrado, forma de la base "sagitata"; peciolo de tamaño medio (8,7 cm) y de color verde claro.
El fruto se forma mediante el proceso de partenocarpia es decir sin polinización por Blastophaga psenes, produciendo una cosecha de brevas en primavera-verano y de higos en verano-otoño, ambas de tamaño grande, tienen forma piriforme en brevas y forma oblonga en los higos, con la simetría según el eje vertical asimétrico tanto en las brevas como en los higos; pedúnculo corto y grueso con la forma de la sección transversal del pedúnculo triangular, de fácil abscisión cuando está el fruto maduro en las brevas y de difícil abscisión en higos; con tamaño del ostiolo grande, abertura ostiolar presente, gota ostiolar ausente, escamas ostiolares medias, color de las escamas ostiolares en contraste con el color que la piel del fruto; grietas de la piel mínimas, brillo de la piel presente en las brevas y ausente en los higos, tamaño de las lenticelas medias, pilosidad del fruto escasa, su epidermis tiene tanto en las brevas como en los higos color de fondo verde claro y sobre color de bandas amarillas regulares; textura de la piel es fina; color del receptáculo (mesocarpio) blanco, color de la pulpa ámbar; suculencia de la pulpa media tanto en brevas como en higos, cavidad interna pequeña, numerosos aquenios de tamaño medio; frutos de calidad resistentes a la manipulación en las brevas y poco resistentes en higos, peso promedio 70,5 gr en brevas y de 62,0 gr en higos, con un número de frutos medio. Maduración muy precoz en brevas y en los higos.

## Cultivo
'Lampa Branca' se trata de una variedad muy adaptada al cultivo de secano. Muy cultivado en el Algarve, en Vila Nova de Cacela, que es una freguesia (parroquia) portuguesa del municipio de Vila Real de Santo António, en el distrito de Faro,
Se cultivan para su consumo como higo fresco y también producen unos excelentes higos pasos secos. Las brevas tienen la misma importancia económica que la producción de los higos.